# カービー・レモンズ
カービー・レモンズ（Kirby Lemons、1979年10月5日 - ）は、アメリカ合衆国テキサス州出身のプロバスケットボール選手である。ポジションはフォワード。

## 来歴
ミッドランド高校からガーデンシティー短期大学、ルイジアナ州立大学を経て、2003年、さいたまブロンコスに入団。得点王などのタイトルを獲得し、ベスト5にも選出された。
退団後は、スペイン、ベネズエラ、イスラエルを転々とし、2008年はABAのウエストテキサスでプレー。
2009年、高校の先輩であり、ブロンコスでも活躍したチャールズ・ジョンソンヘッドコーチが指揮を執る富山グラウジーズに入団したが、2010年3月より古巣である埼玉ブロンコスに移籍。
2011年2月、高松ファイブアローズに入団し、シーズン終了まで在籍。

## 記録
- 日本リーグ
  - ベスト5（2003-04、2004-05）
  - 得点1位（2003-04、2004-05）
  - リバウンド1位（2003-04）
  - スティール1位（2004-05）
- bjリーグ
  - 週間MVP（2009年10月24日～25日）